# Robert Dill-Bundi
Robert Dill-Bundi, född 18 november 1958 i Chippis, Valais, död 16 september 2024, var en schweizisk tävlingscyklist som tog OS-guld i förföljelsen vid olympiska sommarspelen 1980 i Moskva.